# (16538) 1991 PO12
A (16538) 1991 PO12 a Naprendszer kisbolygóövében található aszteroida. Henry E. Holt fedezte fel 1991. augusztus 5-én.